# Elisenda di Moncada
Elisenda di Moncada (1292 circa – Pedralbes, 1364) fu regina consorte di Aragona, Valencia, Sardegna e Corsica dal 1322 al 1327.

## Origine
Elisenda era la figlia terzogenita del siniscalco Pere de Moncada, signore di Aitona e Soses e della moglie, Elisenda di Pinos. Apparteneva alla famiglia Moncada, di origine catalana, con diramazioni in Sicilia.

## Biografia
Elisenda sposò, il 25 dicembre del 1322, a Tarragona, il re d'Aragona, di Valencia e conte di Barcellona, Giacomo II di Aragona, figlio di Pietro III il Grande e di Costanza II di Sicilia, figlia del re di Sicilia Manfredi (figlio illegittimo dell'imperatore Federico II di Svevia) e di Beatrice di Savoia.
Giacomo era al suo quarto matrimonio ed era rimasto vedovo, tre anni prima della sua terza moglie, Maria di Cipro, figlia di Ugo III, re di Cipro.
Il matrimonio risultò molto opportuno per il miglioramento delle relazioni tra la Corona d'Aragona e il ramo minore della potente famiglia Moncada, che ormai oltre che in Catalogna prosperava anche in Sicilia.
Nel 1326, Elisenda fondò a Pedralbes l'omonimo monastero per monache clarisse. L'anno seguente, nel 1327, Elisenda, rimasta vedova, si ritirò a vivere in un palazzo attiguo al monastero da lei fondato, dove visse per i 37 anni fino alla morte nel 1364.

## Figli[3][4][5]
Elisenda non ebbe alcun figlio.